# Milano-Modena 1940
La Milano-Modena 1940, trentunesima edizione della corsa, si svolse il 31 marzo 1940 su un percorso di 225 km con partenza a Rogoredo e arrivo a Modena. Fu vinta dall'italiano Vasco Bergamaschi, che completò il percorso in 6h35'00", alla media di 34,800 km/h, precedendo il connazionale Pietro Chiappini e lo svizzero Hans Martin. Conclusero la prova, organizzata dall'U.S. Modenese, 25 dei 42 ciclisti al via.

## Percorso
Dopo il via da Rogoredo, poco fuori Milano, il percorso attraversò nella prima parte Lodi, Casalpusterlengo, Piacenza, Fidenza e Parma fino a Reggio Emilia, su un tracciato pianeggiante. Dopo Reggio Emilia si risalirono le colline dell'Appennino reggiano fino a Baiso (529 m s.l.m.) per discendere quindi via Sassuolo e giungere allo Stadio Marzari a Modena: qui si affrontarono due giri del velodromo in pirite prima del traguardo conclusivo.

## Ordine d'arrivo (Top 10)
| Pos. | Corridore             | Squadra      | Tempo    |
| ---- | --------------------- | ------------ | -------- |
| 1    | Vasco Bergamaschi     | Bianchi      | 6h35'00" |
| 2    | Pietro Chiappini      | Lygie        | a 1'23"  |
| 3    | Hans Martin           | -            | s.t.     |
| 4    | Giovanni Cazzulani    | C. Battisti  | s.t.     |
| 5    | Giovanni Bisio        | Dop. Vismara | s.t.     |
| 6    | Osvaldo Bailo         | Gerbi        | a 2'53"  |
| 7    | Enrico Mara           | C. Battisti  | s.t.     |
| 8    | Edgardo Scappini      | Viscontea    | s.t.     |
| 9    | Serafino Santambrogio | Dop. Vismara | s.t.     |
| 10   | Walter Diggelmann     | Olympia      | s.t.     |